# Incident de la fusée norvégienne

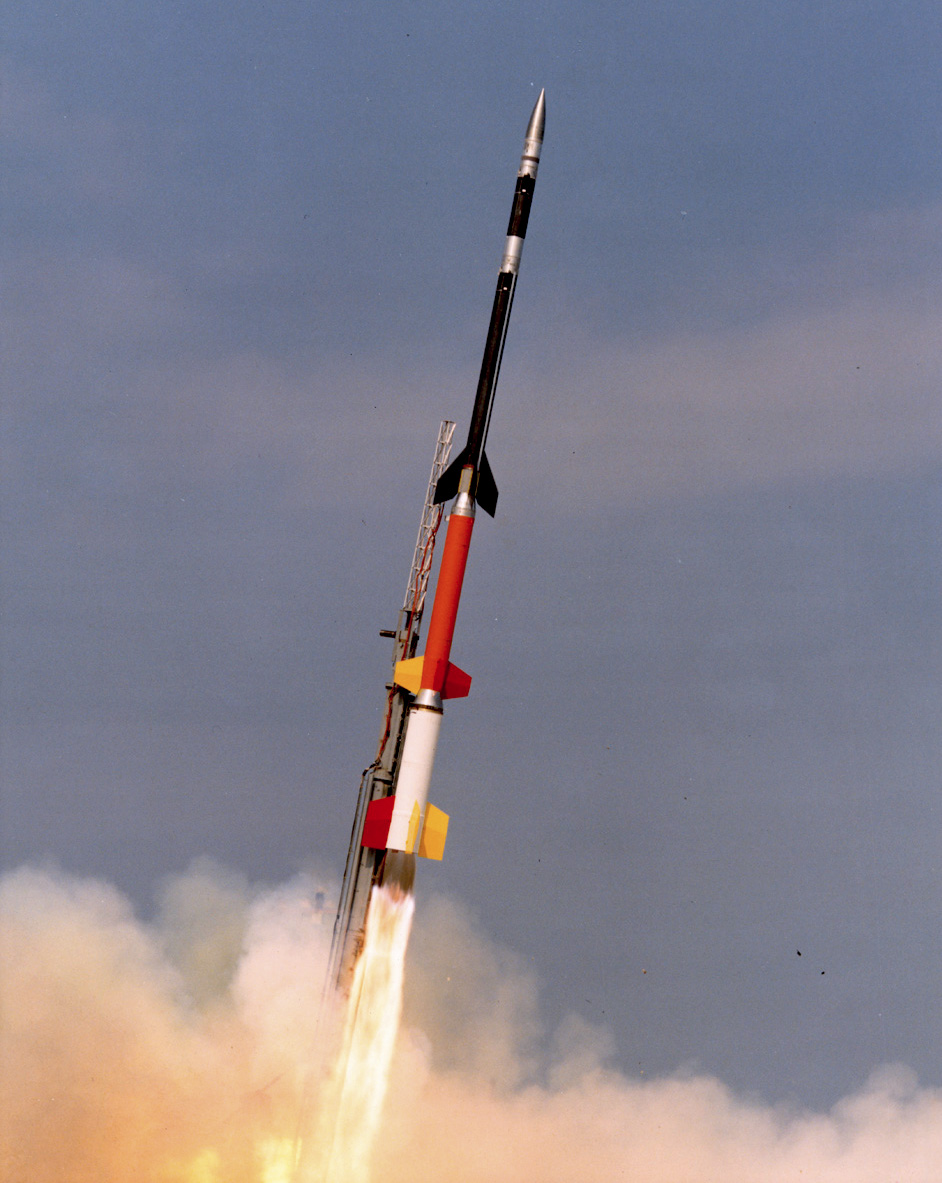
Une fusée-sonde Black Brant XII, similaire à celle impliquée dans l'incident.

L’incident de la fusée norvégienne fait référence à une fausse alerte à l'attaque nucléaire qui eut lieu le 25 janvier 1995, plus de quatre ans après la fin de la guerre froide. Il a été déclenché par le lancement par une équipe de scientifiques norvégiens et américains d'une fusée-sonde Black Brant XII à quatre étages depuis la base de lancement d'Andøya située sur la côte nord-ouest de la Norvège.
La fusée, lancée pour étudier les aurores boréales au-dessus du Svalbard, a culminé à une altitude de 1 453 kilomètres. Elle a suivi brièvement une trajectoire similaire à celle de missiles Minuteman III tirés depuis le Dakota du Nord en direction de Moscou. Les forces nucléaires de la Russie ont été mises en état alerte, ainsi que le président de la fédération de Russie, Boris Eltsine, qui dut décider s'il devait effectuer un tir de barrage nucléaire contre les États-Unis. On ne sait toujours pas aujourd'hui si la trajectoire de la fusée a été confondue avec celle d'un missile à la suite d'une erreur d'origine informatique ou humaine.

## Détection
Lorsque la fusée-sonde est montée en altitude, elle a été détectée par la station radar russe d'Olenegorsk. Pour les opérateurs de la station radar, la fusée semblait avoir un vecteur vitesse et une trajectoire similaire à celle d'un missile Trident lancé par un sous-marin américain, amenant l'armée russe à interpréter l'écho radar comme un événement précurseur d'une attaque nucléaire.

### Scénario du missile EMP
Une des interprétations de ce tir isolé était que le missile était doté de têtes nucléaires génératrices d'impulsions électromagnétique (EMP) destinées à aveugler les radars russes avant le lancement d'une attaque surprise. Dans ce scénario, les rayons gamma générés par une détonation nucléaire en haute altitude créent des ondes EMP permettant de brouiller l'électronique des radars russes.

### Après le lancement
Normalement lorsque la phase propulsive est achevée, le missile apparait sur le radar sous la forme d'un grand nombre de véhicules de rentrée (têtes nucléaires et leurres) ; le centre de contrôle russe ne s'est pas immédiatement rendu compte que la fusée scientifique norvégienne était dirigée vers la mer et non pas vers la Russie. Les missiles Trident de la mer de Barents peuvent atteindre une cible située en Russie en moins de 10 minutes et c'est donc de ce délai dont dispose les troupes des missiles stratégiques de la fédération de Russie pour décider de lancer une riposte nucléaire or, lorsque la décision de lancer une contre-attaque dut être prise, 8 minutes avaient déjà été consommées pour déterminer si la trajectoire était celle d'un missile.

## Réactions de la Russie
Le président Eltsine fut très réticent à ordonner une riposte, ne pouvant pas croire qu'une attaque était en cours. Il est largement admis que l'hésitation d'Eltsine a sauvé la Terre d'un hiver nucléaire. Au bout de quelques minutes, les observateurs russes ont été en mesure de déterminer que la fusée se dirigeait loin de l'espace aérien russe et ne représentait pas une menace. La fusée est tombée près de l'archipel du Spitzberg, 24 minutes après son lancement. L'incident fut à l'époque considéré comme sérieux car il survenait dans une période de regain de tension entre la Russie et les États-Unis.

## Notification préalable
Comme à l'accoutumée, les scientifiques norvégiens et américains avaient averti une trentaine de pays dont la Russie de leur intention de lancer une fusée-sonde porteuse d'expériences scientifiques, mais l'information n'avait pas été transmise aux opérateurs des stations radars russes. À la suite de cet incident, les procédures d'avertissement et de diffusion des tirs de fusée ont été corrigées.